# Liste der Naturdenkmale in Hüffenhardt
| Naturdenkmale | Anzahl |
| ------------- | ------ |
| FND           | 0      |
| END           | 8      |
| Gesamt        | 8      |

Die Liste der Naturdenkmale in Hüffenhardt nennt die verordneten Naturdenkmale (ND) der im baden-württembergischen Neckar-Odenwald-Kreis liegenden Gemeinde Hüffenhardt. In Hüffenhardt gibt es insgesamt acht als Naturdenkmal geschützte Objekte, keines ist ein flächenhaftes Naturdenkmal (FND), alle sind Einzelgebilde-Naturdenkmale (END).
Stand: 31. Oktober 2016.

## Einzelgebilde (END)
| Name                     | Bild | Kennung     | Einzelheiten | Position | Fläche Hektar | Datum        |
| ------------------------ | ---- | ----------- | ------------ | -------- | ------------- | ------------ |
| Bismarck-Linde           |      | 82250421107 | Hüffenhardt  | ???      | 0,0           | 1. März 1984 |
| Eiche                    |      | 82250421108 | Hüffenhardt  | ???      | 0,0           | 1. März 1984 |
| Kaiserlinden             |      | 82250421105 | Hüffenhardt  | ???      | 0,0           | 1. März 1984 |
| Linde                    |      | 82250421104 | Hüffenhardt  | ???      | 0,0           | 1. März 1984 |
| Martin-Luther-Linde      |      | 82250421106 | Hüffenhardt  | ???      | 0,0           | 1. März 1984 |
| Speierling               |      | 82250421101 | Hüffenhardt  | ???      | 0,0           | 1. März 1984 |
| Speierling               |      | 82250421102 | Hüffenhardt  | ???      | 0,0           | 1. März 1984 |
| Speierling               |      | 82250421103 | Hüffenhardt  | ???      | 0,0           | 1. März 1984 |
| Legende für Naturdenkmal |      |             |              |          |               |              |